# Rutka, Warmińsko-Mazurskie
Rutka [ˈrutka] (tiếng Đức: Rauttersfelde)  là một ngôi làng ở quận hành chính của Gmina Barciany, tthuộc huyện Kętrzyński, Warmińsko-Mazurskie, ở miền bắc Ba Lan, gần biên giới với Kaliningrad của Nga.
Trước năm 1945, khu vực này là một phần của Đức (Đông Phổ).